# Elisabeth von Lobdeburg-Arnshaugk

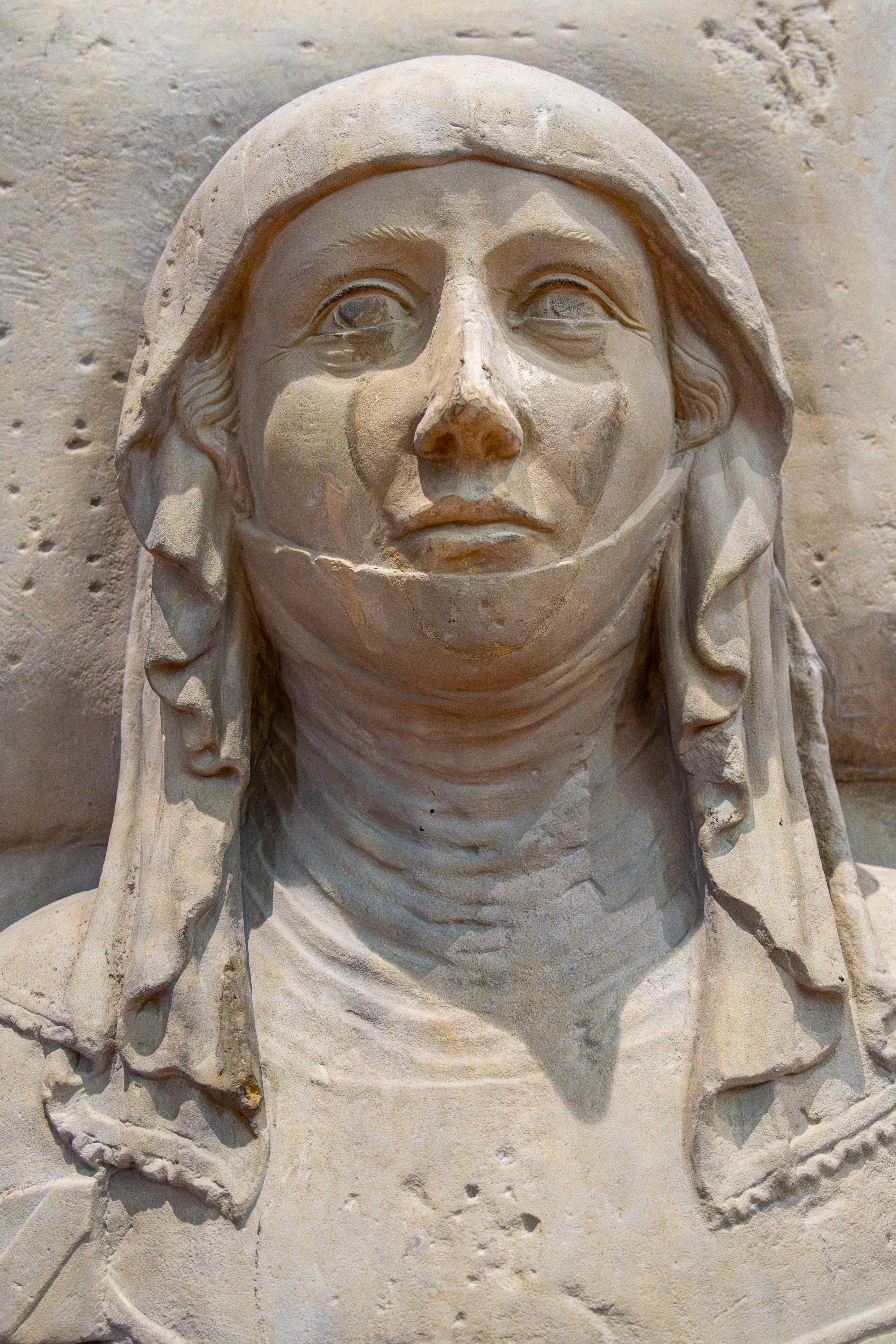
Darstellung Elisabeths auf ihrer Grabplatte in der Georgenkirche (Eisenach)

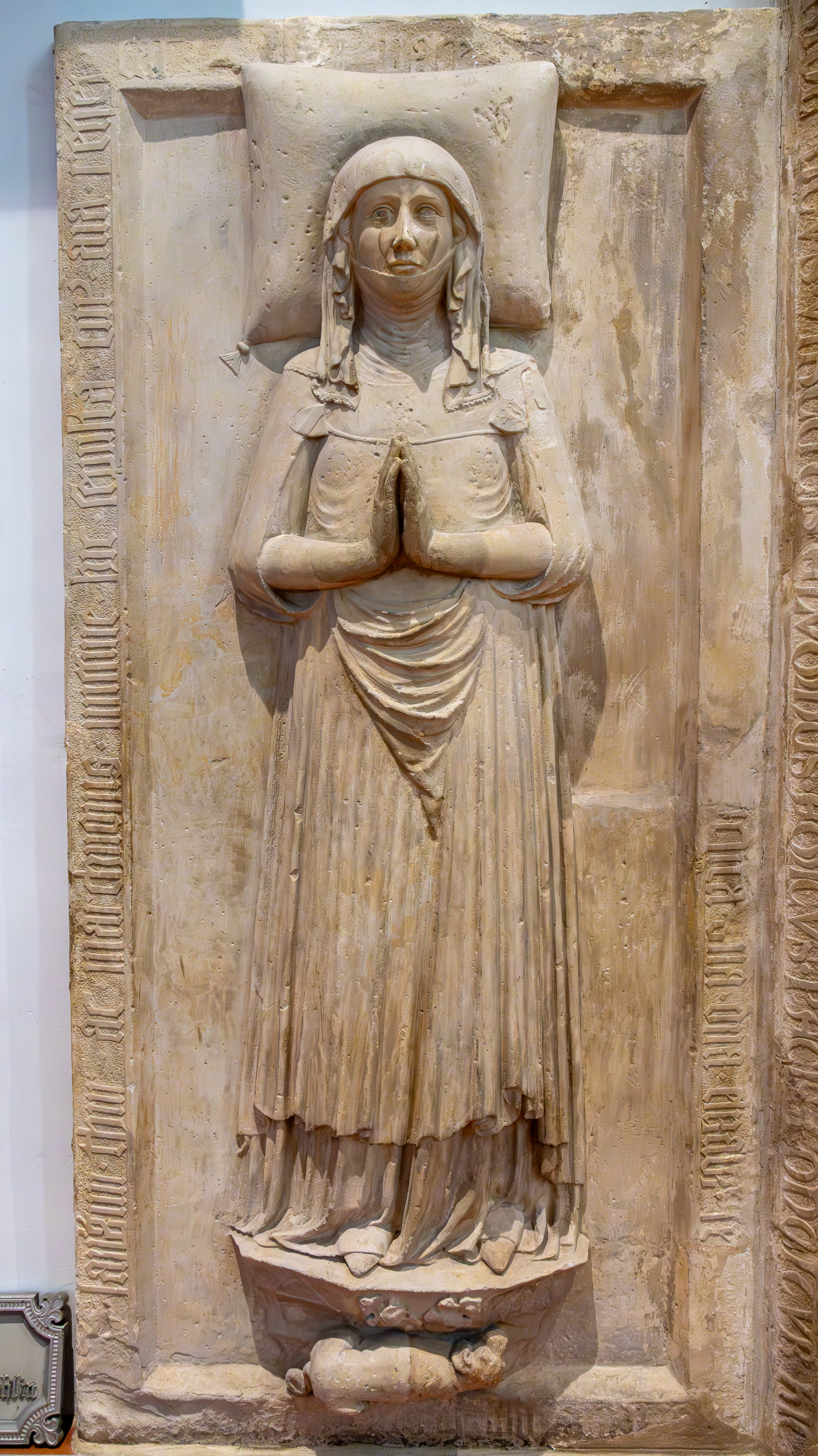
Grabplatte der Elisabeth von Lobdeburg-Arnshaugk in der Georgenkirche (Eisenach)

Elisabeth von Lobdeburg-Arnshaugk (* 1286; † 22. August 1359 in Gotha) war eine eheliche Tochter von Otto IV. von Lobdeburg-Arnshaugk († 2. August 1289) oder von Hartmann XI. von Lobdeburg-Arnshaugk († 20. Februar 1289) und Elisabeth, geb. Gräfin von Weimar-Orlamünde (um 1260–1333). Sie vermählte sich am 24. August 1300 in Gotha mit Friedrich I. (dem Freidigen), Markgraf von Meißen und Landgraf von Thüringen.

## Leben

### 1286 bis 1321
Elisabeth war die letzte Angehörige der im 13. Jahrhundert gebildeten Nebenlinie Arnshaugk der Herren von Lobdeburg, eines aus Schwaben zugewanderten Geschlechts, das seit Mitte des 12. Jahrhunderts in Thüringen nachweisbar ist und deren Besitzschwerpunkte im Raum Neustadt an der Orla, Triptis und in Jena lagen. Die Identität ihres Vaters ist umstritten, da nicht eindeutig geklärt ist, ob ihre Mutter die Ehefrau von Hartmann  XI. oder von dessen Vater Otto IV. war. Nach dem Tod ihres ersten Ehemannes heiratete Elisabeth von Orlamünde im Jahr 1290 den Wettiner Albrecht den Entarteten.
Über Elisabeths Kindheit ist nichts bekannt. Chronisten beschrieben jedoch ihre außergewöhnliche Attraktivität. Dem seit 1293 verwitweten meißnischen Markgrafen Friedrich I., genannte der Freidige oder der Gebissene wurde jedenfalls 1299 oder 1300 zugetragen, dass aus seiner um 29 Jahre jüngeren „Stiefschwester“ Elisabeth von Lobdeburg-Arnshaugk „eyne suberliche hobische weideliche mait, von leib unde synnen wol geziret“ geworden war. Am 24. August 1300 heirateten Friedrich und Elisabeth in Gotha. Der Chronist Johannes Rothe (1360–1434) berichtete, Friedrich habe Elisabeth entführt, um bei ihrer Mutter um ihre Hand anzuhalten. Die Verbindung brachte Friedrich dem Freidigen territoriale Vorteile in Thüringen. Sie gilt als der Anfang des Wiederaufstiegs der Wettiner nach der Krise, die infolge der Politik Albrechts des Entarteten nach dem Tod seines Vaters, des Meißner Markgrafen Heinrich des Erlauchten († 1288), entstanden war.
Elisabeth war nach der Hochzeit mehrmals an Rechtsverleihungen für die Jenaer Stadt- und Klosterkirche St. Michael beteiligt. Ihrem Ehemann gelang es, mit Unterstützung eines von ihm eingesetzten Schiedsrichters, den Streit um das arnshaugksche Erbe gegen Elisabeths Verwandte zu gewinnen. Elisabeths Mutter erreichte die Versöhnung zwischen Friedrich und seinem Vater Albrecht, der 1307 auf die Regentschaft in Thüringen zugunsten seines Sohnes verzichtete.
Seit 1306 lebten Friedrich und Elisabeth auf der Wartburg. Friedrich führte zahlreiche kriegerische Auseinandersetzungen mit seinen Gegnern in Thüringen, die sich der Unterstützung Albrechts I. bedienten. Am 31. Mai 1307 besiegten die Truppen der Wettiner Friedrich und Dietrich das königliche Heer in der Schlacht bei Lucka. Dieser Sieg, aber auch die am 1. Mai 1308 erfolgte Ermordung des Königs durch seinen Neffen Johann Parricida, festigten Friedrichs Herrschaft über die Markgrafschaft Meißen und die Landgrafschaft Thüringen. 1306 wurde die Tochter Elisabeth, 1310 der Sohn Friedrich geboren.
Am 13. Januar 1315 fiel Friedrich der Lahme (* 9. Mai 1293), Friedrichs Sohn aus seiner ersten Ehe mit Agnes von Görz und Tirol († 14. Mai 1293), bei der Belagerung von Zwenkau. Dessen früher Tod leitete Friedrichs körperlichen Verfall ein. Am 4. Mai 1321 erlitt er während einer Aufführung des Mysterienspiels von den Zehn Jungfrauen in Eisenach einen Schlaganfall, der zu Regierungsunfähigkeit und zur dauerhaften Lähmung führte. Elisabeth übernahm die Regentschaft.

### 1321 bis 1349

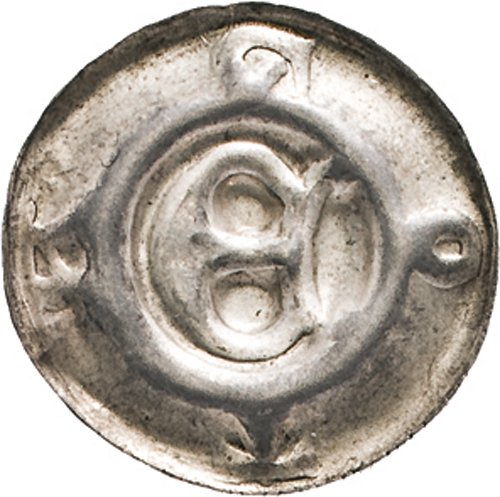
Elisabeth von Arnshaugk, Gothaer Hohlpfennig als Teil der Breiten Groschen

Bereits im Dezember 1321 agierte die Mark- und Landgräfin als Vertragspartnerin ihres Verwandten Burchard III., der von 1307 bis 1325 als Erzbischof von Magdeburg amtierte. Nachdem ihr Ehemann am 16. November 1323 in Eisenach nach einem zweijährigen Siechtum verstarb, regierte Elisabeth für ihren Sohn, den minderjährigen Friedrich II. (den Ernsthaften). Während ihrer Regentschaft ließ sie sich von Friedrichs II. Vormündern Heinrich VII. von Schwarzburg-Blankenburg († 1324) und nach dessen Tod von Heinrich II. Reuß von Plauen beraten. Später beschwerte sich Friedrich II. bei seinem Schwiegervater Kaiser Ludwig IV. (dem Bayern) über die Nachteile, die ihm durch die Vormundschaft des Reußen zugefügt wurden. Fakt ist, dass der Reuße eine zum Teil auf Eigennutz orientierte Politik betrieb und 1329 die Vormundschaft über sein Mündel trotz Intervention des Kaisers abgab. 1332 kam es zum endgültigen Bruch zwischen Heinrich II. Reuß und den Wettinern, im Thüringer Grafenkrieg von 1342 bis 1346 gehörte der Reuße zu den Gegnern Friedrichs des Ernsthaften.
Am 22. Mai 1322 vereinbarte Elisabeth die Verlobung zwischen ihrem Sohn Friedrich und Jutta, der Tochter des böhmischen Königs Johann, die zur weiteren Erziehung und Vorbereitung auf die Eheschließung auf die Wartburg geschickt wurde.
Am 28. September 1322 siegte in der Schlacht bei Mühldorf das Heer Königs Ludwig IV. über die Truppen seines habsburgischen Rivalen Friedrich des Schönen. Danach bemühte sich der Wittelsbacher, seine Macht im Reich zu sichern. Deshalb beabsichtigte er nach dem Tod Heinrichs II. († 1320), des letzten Markgrafen aus dem Geschlecht der Askanier, seine Herrschaft über die Mark Brandenburg als erledigtes Lehen durchzusetzen. Dafür brauchte der König die Wettiner als Verbündete. Aus diesem Grund bot er Elisabeth die Verlobung zwischen seiner Tochter Mathilde (Mechthild) und ihrem Sohn Friedrich an. Gleichzeitig drängte er Elisabeth zur sofortigen Auflösung des Verlöbnisses zwischen ihrem Sohn und der böhmischen Prinzessin Jutta.
Seit dem 24. Januar 1323 verhandelten Elisabeth und Ludwig IV. in Regensburg. Die Mark- und Landgräfin erreichte, dass der König ihrem Sohn Friedrich das Pleißenland, einschließlich der Reichsstädte Chemnitz, Zwickau und Altenburg als Entschädigung für Mathildes nicht ausgezahlter Mitgift überließ. Mit dem Erwerb des Pleißenlandes, das wie ein Keil zwischen den meißnischen und thüringischen Territorien der Wettiner lag, schuf sie die Grundlagen des werdenden, bis 1485 bestehenden Territorialstaates. Die böhmische Königstochter wurde infolge der neuen politischen Ausrichtung nach Prag zu ihrem Vater zurückgeschickt. Im Jahr 1332 wurde sie mit dem französischen Kronprinzen Johann verheiratet. 1328 fand die Hochzeit zwischen Friedrich dem Ernsthaften und Mathilde (Mechthild) statt.
Elisabeth von Lobdeburg-Arnshaugk lebte während ihrer Witwenschaft auf der Burg Grimmenstein in Gotha, die zu ihrem Witwengut gehört. Sie wehrte 1327 den Kriegszug der Herren von Treffurt in das Gothaer Land mit Unterstützung der Gothaer Bürger und Friedrich von Wangenheim ab. Die Herren von Treffurt galten seit Anfang des 14. Jahrhunderts als Raubritter. Sie mussten 1336 ihre Burg in Treffurt räumen und die Landgrafschaft Thüringen verlassen. Die Gründe für den fehdeartigen Überfall im Jahr 1327 wurden jedoch nicht überliefert. Ein Teil der besiegten und in Gefangenschaft geratenen Gegner wurde hingerichtet. Elisabeth soll außerdem den Gnadengesuch einer Mutter für ihre drei beteiligten Söhne abgewiesen haben. 1332 erließ Elisabeth ein Privileg, mit dem sie der Stadt Jena das in Gotha geltende Recht übertrug. Als Gegenleistung verpflichtete sich die Stadt Jena, ihr eine Jahresrente von 100 Mark Silber zu zahlen.
1333 schlichtete der in Thüringen persönlich anwesende Ludwig IV. einen Streit zwischen Elisabeth und ihrem Sohn Friedrich, in dem es um ihre Witwenausstattung und Friedrichs territoriale Position ging. Friedrich der Ernsthafte verlangte unter anderem von seiner Mutter, dass sie ihren Wohnsitz, die Burg Grimmenstein in Gotha, gegen eine andere Burg tauschen soll. Elisabeth überzeugte daraufhin die Bürger von Erfurt und Mühlhausen sowie einige thüringische Grafen, den Kaiser brieflich um Vermittlung zu bitten. Der Familienzwist konnte beigelegt werden, Elisabeth bekam Gotha und Jena zugesprochen, Friedrich erhielt Weißenfels. Mit dieser Regelung konnte das seit Friedrichs Volljährigkeit bestehende Zerwürfnis zwischen Mutter und Sohn endgültig überwunden werden. 1336 vermittelte Elisabeth erfolgreich in einem Konflikt zwischen der Erfurter Bürgerschaft, dem Administrator des Erzbistums Mainz und ihrem Sohn.
Seit etwa 1334 kam es am hessischen Hof in Kassel zu einem Ehestreit zwischen Landgraf Heinrich II. und dessen Ehefrau Elisabeth, der Tochter Elisabeths von Lobdeburg-Arnshaugk und Friedrichs des Freidigen. Die 1322 geschlossene und für Hessen und Thüringen politisch bedeutsame Ehe scheiterte aufgrund persönlicher Differenzen der Ehepartner. Heinrich II. betrog einerseits seine Ehefrau mit einem Hoffräulein aus ihrem Gefolge, andererseits beschuldigte er sie des Ehebruches. Diese Anschuldigungen veranlassten Elisabeth von Lobdeburg-Arnshaugk und Friedrich den Ernsthaften, die Flucht der hessischen Landgräfin nach Gotha zu organisieren. Obwohl Ludwig IV. für den Fortbestand der Ehegemeinschaft des hessischen Landgrafenpaares intervenierte, blieb Elisabeths Tochter bis zum Tod ihrer Mutter an deren Witwenhof in Gotha.
Zu Elisabeths religiösem Selbstverständnis gehörte die Förderung kirchlicher Institutionen. Im August 1323 verlieh sie das Kirchenpatronat in Mittweida an die Meißner Domkirche. Im Jahr 1344 verlegte sie das Kanonikerstift Ohrdruf nach Gotha. Weil der Rat der Stadt Gotha diverse Nachteile für kommunale Belange befürchtete, bestand er auf eine Reihe von Bedingungen für die Ansiedelung der Chorherren, die sich auf die Grundsteuern und auf bauliche Gesichtspunkte der Stadtverteidigung bezogen.

### 1349 bis 1359
In den Jahren 1349/50 kam es in vielen thüringischen Städten zu  Judenpogromen, denen Friedrich der Ernsthafte Vorschub leistete. Über Elisabeths Haltung zu diesen Gewalttätigkeiten ist nichts Näheres überliefert.
Nach Friedrichs Tod am 18. November 1349 wirkte Elisabeth als Beraterin ihrer Enkel, nachdem die Nachfolgeregelung ihr die Rolle einer Eidesempfängerin zugewiesen hatte. Elisabeth erreichte, dass ihre Enkel Friedrich III. (der Strenge), Balthasar und Wilhelm I. (der Einäugige) vorerst auf die Teilung des Landes verzichteten. Nach dem Tod Friedrichs III. († 1381) kam es allerdings im darauffolgenden Jahr zur Chemnitzer Teilung des Landes zwischen Friedrichs Brüdern und seinen Söhnen.
Im Jahr 1350 initiierte Elisabeth die Übertragung der Landesverwaltung an den Marschall Thimo VII. von Colditz. Außerdem musste sie Jena an Friedrich III. übertragen, wobei die Stadt zur Weiterzahlung der Abgaben an Elisabeth verpflichtet blieb. 1351 übernahm Friedrich III. die Herrschaft über die Markgrafschaft Meißen und die Landgrafschaft Thüringen. Im Jahr 1358 gelang es Elisabeth noch, die für die Wettiner politisch bedeutsame Verbindung zwischen ihrem Enkel Wilhelm den Einäugigen und Elisabeth von Mähren (um 1355–1400), der Nichte Karls IV. bzw. Tochter von dessen Bruder Johann Heinrich, anzubahnen. Die Vermählung ihres Enkels mit der Nichte des Kaisers im Jahr 1366 erlebte sie jedoch nicht mehr.
Elisabeth von Lobdeburg-Arnshaugk starb am 22. August 1359 in Gotha. Sie fand im Eisenacher Dominikanerkloster ihre letzte Ruhestätte, wo ihre Tochter das Totengedächtnis pflegte. Die kurz nach ihrem Tod entstandene Grabplatte befindet sich seit 1952 in der Georgenkirche.
Die Mark- und Landgräfin zählte zu den wenigen Fürstinnen, denen die Rolle einer Beraterin oder einer Regentin von drei Herrschergenerationen zufiel. Sie besaß einerseits einen ausgeprägten politischen Verstand, andererseits verfügte sie auch über die entsprechende Härte und Energie in der Verfolgung ihrer und ihrer Familie Interessen. Außerdem konnte sie auf ihre Fähigkeit zur Vermittlung und Schlichtung in den über weite Strecken erbarmungslos ausgetragenen Kämpfen ihrer Zeit zurückgreifen.

## Kinder
1. Elisabeth (II.) (1306–1367), infolge der 1322 geschlossenen Ehe mit Heinrich II. Landgräfin von Hessen
2. Friedrich II. (der Ernsthafte) (1310–1349), Markgraf von Meißen, Landgraf von Thüringen